# City of Heroes
City of Heroes (lit.Ciudad de héroes) fue un MMORPG (disponible para Windows y Mac OS X) basado en el género de tiras cómicas de superhéroes. Fue desarrollado por Cryptic Studios y publicado por NCsoft. El juego fue lanzado en Estados Unidos el 27 de abril de 2004, y en Europa (Francia, Alemania y Gran Bretaña) (por NCSoft Europa) el 4 de febrero de 2005; tuvo servidores disponibles en inglés, alemán y francés. Una beta abierta en coreano de City of Heroes, titulado City of Hero, fue lanzado el 18 de enero de 2006, cuyo desarrollo no siguió adelante. La primera secuela del juego, City of Villians, (lit. Ciudad de villanos) fue lanzada el 31 de octubre de 2005, permitiendo a los jugadores tomar el rol de supervillano.
Veintitrés importantes actualizaciones gratuitas, llamadas Números (Issues), surgieron desde su lanzamiento, siendo la última el 31 de mayo del 2012, dado que NCsoft puso fin a Paragon Studios, el equipo de desarrolladores, terminando así con toda la producción hasta su cierre el 30 de noviembre de 2012.
Los jugadores creaban personajes con superpoderes que podían asociarse con otros para completar misiones y combatir a varios criminales pertenecientes a distintas pandillas y organizaciones en la ciudad ficticia llamada Paragon City (Ciudad Paragón —palabra que significa “modelo”) y sus áreas aledañas para así acumular puntos de experiencia y aumentar de nivel.

## Historia de Producción
El 31 de octubre de 2005, la primera secuela del juego, City of Villains (CoV) se puso en marcha, lo que permitió a los jugadores jugar como supervillanos. Inicialmente denominado como un “Paquete de expansión independiente” por los desarrollados, pues el juego no requería al City of Heroes (CoH) para correr, pero si el usuario tenía dos juegos, contenido se complementaba. El 16 de julio de 2008, NCsoft fusionó los dos juegos, por lo que un jugador que sólo poseía el CoH también podía jugar CoV, y viceversa. Antes de esto, una compra se requería para acceder al contenido de cualquiera de los juegos, pero ellos estaban vinculados por una cuenta y pago de suscripción.
El 6 de noviembre de 2007, NCsoft anunció la compra de la propiedad intelectual de CoH/CoV y la transición del personal de Cryptic Studios a una nueva ubicación en Mountain View, California, para continuar con el desarrollo de la juego. El 14 de abril de 2009 el nuevo estudio se convirtió en Paragon Studios, que compartió créditos con Cryptic Studios para el trabajo de desarrollo. Esto llevó luego a la CoH a estar disponibles para su descarga en Steam, junto con otros títulos de NCSoft, en 22 de abril de 2009.
El 30 de octubre de 2008, NCsoft anunció una alianza con Transgaming Technologies con el fin de llevar tanto CoH como CoV y todas sus, hasta ese momento, 13 expansiones a Mac OS X.
La expansión City of Heroes: Going Rogue se anunció el 11 de mayo de 2009. El juego se centraba en una realidad alternativa de Praetoria y contaba con un sistema de alineación de personajes que permitía a los jugadores cambiar de alianzas entre héroes y villanos, dándoles acceso tanto a Paragon City de CoH como a las Rogue Isles de CoV. Paragon Studios describió esto como “explorar” los tonos de gris que había entre los héroes y villanos. Going Rogue fue se presentado el 17 de agosto de 2010, con pre-compradores capaces de jugar el 16 de agosto.
El 20 de junio de 2011, Paragon Studios anunció que cambiarían a un modelo de suscripción híbrido llamado City of Heroes: Freedom, que consistió en un modelo de juego gratuito, así como ventajas especiales para ex-suscriptores denominada Premium Players, y en donde los suscriptores actuales pasaron a ser jugadores vip (con acceso a todo el contenido de las actualizaciones).
El 31 de agosto de 2012, Paragon Studios anunció que iba a ser cerrado, y City of Heroes cesaría toda la facturación inmediatamente para iniciar el proceso de apagado del servicio. La explicación declarada de esta medida fue una “realineación del enfoque de la compañía” y el apoyo editorial. El 30 de noviembre de 2012, fue designado como la fecha de cierre oficial del juego, misma en que los servidores se apagaron a medianoche (PST). Muchos jugadores llegaron en masa para expresar su protesta continua, apoyo y despedidas entrañables, incluidos los mensajes de agradecimiento de los desarrolladores y moderadores agradeciendo a sus fanes por su apoyo y pasión por el juego. Aun así una variedad de esfuerzos están en marcha, encabezada por los ex empleados de Paragon Studios y jugadores del juego, para mantener el funcionamiento del juego más allá de la fecha del anuncio de cierre.

## Juego
Los jugadores iniciaban el juego con el extenso sistema de creación de personajes para seleccionar primero un arquetipo, luego los sets de poderes primarios y secundarios para después diseñar un traje. En la pantalla final de creación de personajes, los jugadores podían opcionalmente escribir una historia de fondo o la descripción y grito de guerra de su héroe, así como elegir un nombre. El nombre podía ser cambiado más tarde por un pago por única vez, y el grito de batalla y descripción podía ser cambiado en cualquier momento. Había un control automático para asegurarse de que el nombre fuese exclusivo en el servidor.
Los personajes podían comenzar en una zona de tutelaje para aprender a jugar o saltarse el tutorial y comenzar en una zona abierta de nivel bajo. En CoH: Freedom esto cambió por un nivel en donde se elegía ser un héroe o un villano; tras la decisión de ayudar o no a otro superhéroe (si se le ayudaba, se era un héroe: si no, se era un villano). 
El nivel de un personaje incrementaba al ganar puntos de experiencia derrotando enemigos, completando misiones y explorando zonas tras volver con un entrenador (de que se obtenían dichas misiones). Los beneficios por el aumento en el nivel incluían más salud, más competencias, más ranuras para asignar las mejoras a los poderes y grandes inventarios.
El escenario principal del juego, Paragon City, se dividía en diferentes zonas por gigantescas paredes de energía llamadas “war walls” (“muros de guerra”). Zonas especialmente peligrosos llamadas zonas “hazard” o “trial”, en las que se encontraban grandes grupos de enemigos, estaban enmarcadas en rojo en el mapa del juego y eran más peligrosas que las zonas normales. El entorno del villano, las Rogue Isles, se componían de islas conectadas por una red de transbordadores. Pocas zonas eran accesibles tanto por héroes como villanos, algunos eran zonas de cooperación, mientras que otras eran jugador contra jugador.
Los héroes inicialmente se movían dentro de las zonas trotando, caminando o corriendo (cada vez a una mayor velocidad conforme se avanzaba en el juego). Cuando el nivel era mayor, o si era vip, se podían elegir entre cuatro poderes de transporte: teletransportación, super-velocidad, super-saltos y volar, cada uno con sus propias ventajas e inconvenientes. Aunque cada arquetipo tenía su tipo único de poderes y habilidades, todos los jugadores tenían acceso a los poderes denominados “pool” cuando llegaban al nivel seis, entre estos se hallaban los mencionados poderes de transporte, además de poderes genéricos que no eran específicos a ninguna clase.
Cuando los personajes subían de nivel, los jugadores podían elegir nuevos poderes tanto primarios como secundarios, tal como se establece durante la creación, o grupos de poder compartido. Además, al llegar a determinados niveles, se tenía acceso a nuevas características de vestuario, incluyendo la capacidad de cambiar entre un máximo de cinco trajes desbloqueables y piezas de vestuario, como las capas y las auras.
Las misiones se obtenían a través de diversos canales. Típicamente en instancias privadas accesibles solamente al titular del equipo de misión mediante la introducción de una puerta en una zona, qué podía requerir derrotar a un jefe, escoltando a personajes no jugadores, o encontrando una pista en particular o artículo. El nivel de los enemigos, y el número de enemigos, se establecía de acuerdo con el tamaño del equipo, el nivel del titular de la misión, y la dificultad de ajuste del soporte de misión. Algunos arcos de historia surgirían durante las misiones, con secuencias que forman una historia más grande. Una vez fuera de una misión, un jugador volvía a aparecer en una puerta o una ubicación en una zona accesible para cualquier jugador en el servidor.
Para los jugadores comprometidos, había otro tipo de actividades disponibles: “Task forces” (“fuerzas de tarea”) para héroes, “Strike forces” (fuerzas de ataque) para villanos, y “trials” para ambos tipos de jugadores. En estas actividades estaban prohibidas la adición de nuevos miembros al equipo una vez iniciadas, y se debían completar una serie de misiones vinculadas por el mismo equipo. Ciertos “trials” recompensaban a los jugadores con superpoderes fuera de su set de poderes preestablecidos. Había dos tipos de “Raids” (“redadas”) que estaban disponibles para héroes y villanos: Mothership Rikti  (en una zona compartida), y Hamidon (en zonas separadas), que fomentan el trabajo en equipo a través de varios equipos de jugadores.
El juego en equipo era una gran parte de la CoH. Los jugadores podían formar supergrupos reminiscencia de los clásicos equipos de los cómics como los X-Men o Liga de la Justicia. Además, había un sistema llamado “Sidekicking/Lackeying” que hacía a todos los jugadores del equipo 1 nivel más bajo que el líder del equipo o del titular de la misión (si eran de un nivel inferior) y “Exemplaring/Malefactoring” que los hacía del mismo nivel (si tenían un nivel más alto). Los personajes con esta última categoría podían seguir ganando experiencia y tener acceso a todos los poderes hasta 5 niveles por encima de su nivel temporal inferior. Los personajes también podían hacer pactos de nivelación en las que los personajes reciben puntos de experiencia por igual ya sea en línea o fuera de línea, manteniendo los personajes en el mismo nivel.
Otras características del juego incluían las casas de subastas y las invenciones hechas a mano para hacer que los personajes más poderosos. La liberación del “Architect” (“Arquitecto”) daba a los jugadores la capacidad de construir arcos personalizados de misión, con villanos personalizados y diseños que podían ser jugados por todos los otros jugadores. En Going Rogue se permitía a los jugadores “cambiar de lado” en que su personaje luchaba.

## Creación de personajes
En la creación del personaje, el jugador podía seleccionar el origen, el arquetipo, los sets de poderes primarios y secundario, el traje, los colores y matices de sus poderes, el nombre y, opcionalmente, podía escribir una historia de fondo y crear de un grito de guerra.
Había cinco orígenes que un jugador podía elegir para su personaje, estos dictaban qué tipo de mejoras se podían usar. Estos orígenes eran: 'Natural, Magic (Magia), Science (Ciencia), Mutation (Mutación), y Technology (Tecnología).
Había cinco arquetipos de héroe básicos que afectaban las opciones de poderes y el rol en un equipo a lo largo del juego. Los Blasters eran versátiles distribuidores de daño,  eran capaces de combatir a corta o larga distancia contra uno o varios adversarios. Los Controllers eran expertos en prevenir que los enemigos se movieran o actuaran. Los Defenders cambiaban el rumbo de la batalla con ataques debilitantes o con poderes que reforzaban al equipo. Los Scrappers eran luchadores cuerpo a cuerpo con una mayor probabilidad de golpes críticos contra rivales difíciles como los jefes. Los Tankers poseían grandes defensas y la capacidad de recibir golpes por el equipo.
También había cinco arquetipos básicos de villano. Los Brutes infringían daño que aumentaba a medida que atacaban o eran atacados.  Los Corruptors podían causar daño a distancia, con alta probabilidad de golpes críticos contra objetivos heridos. Los Dominators atacaban a los enemigos con efectos de estado y el daño directo. Los Masterminds invocaban,  actualizaban y controlaban sus mascotas de combate. Los Stalkers eran luchadores furtivos, que lidiaban con los golpes críticos cuando se ocultaban o si iban acompañados por un equipo.
También había dos arquetipos cambia formas que se desbloquean después de alcanzar el nivel 20 (nivel 50 antes del Número 17) con un héroe. Los Peacebringers  eran pacíficos extraterrestres simbióticos que tenían poderes basados en la luz. Los Warshades eran simbiontes bélicos que normalmente eran enemigos de los Peacebringers pero habían reformado sus malos caminos. Ambos arquetipos eran capaces de cambiar de forma a otra más ofensiva o más defensiva. En el lado de los villanos se refleja esto con dos arquetipos de ramificación que se desbloquean después de alcanzar el nivel 20 (también el nivel 50 antes del Número 17) con un villano. Ambos pertenecían a un mismo grupo de soldados: Los Arachnos, un grupo de villanos que intentan hacerse un nombre sí mismos, cada uno con dos especialidades distintas.
Con la llegada del Número 21,  el jugador podía crear un personaje e ir a través de un tutorial que implicaba la destrucción de Galaxy City por shivans que les permitía elegir la alineación; por ejemplo, un heroico Corruptor o un Blaster villano. Los héroes iban a Paragon City y villanos a las Rogue Isles. Los personajes creados con Going Rogue empezaban el juego en Praetoria, y elegían si eran Loyalist, que seguían al emperador Cole, o estaban en la Resistencia, oponióndosele. En Praetoria, sin embargo, las cosas no eran tan en blanco y negro. Había personas buenas y malas en ambos lados, y al salir Praetoria en el nivel 20,  los jugadores podían elegir que su personaje fuese un héroe o un villano.

## Combate
El combate en Ciudad de héroes tal vez sea muy distinto respecto a la mayoría de MMORPG. El juego permite el viaje libre por las calles decidiendo a que enemigos enfrentarse o tiene la alternativa de hablar con los contactos del héroe para aceptar misiones. Cuando se pelea con un enemigo, hay una serie de poderes a disposición del héroe. Durante el combate, se puede pinchar sobre el poder que se desea usar contra el enemigo. Hay varios tipos de poderes de ataque, suficientes para ajustarse a cada tipo de individuo. Si se prefiere disparar desde la distancia, produciendo graces o letales daños a distancia, se debe escoger entonces el tipo Blaster, o Disparador. Si por el contrario, prefiere elegir un personaje que se lance directamente al fragor de la batalla armado con ataques de corto alcance, tales como espadas o sus propios puños, entonces el Tanker o Tanque, es el prototipo a elegir. Hay otros prototipos que proporcionan defensa, ataque o control sobre la materia para aquellos que no quieran basarse en personajes basados en los extremos de Disparadores y Tanques. Estos tipos incluyen a los Defender, Scrapper y Controller, que se traducen como Defensores, Destrozadores y Controladores, respectivamente.

## Demanda legal de Marvel Comics
El juego multijugador masivo de superhéroes marvel City of Heroes es el centro de una polémica judicial entre la editora NCsoft y el estudio de desarrollo Cryptic Studios por una parte, y Marvel Enterprises por otra. Marvel se querelló contra ellos aduciendo que el juego permite imitar los personajes de cómic de Marvel, recientement NCsoft hizo público que el juez de Los Ángeles R. Gary Klausner ha denegado varias de las alegaciones presentados por esta última empresa.
El juez consideró que varias de las alegaciones y pruebas aportadas por Marvel son "falsas y simuladas" porque los personajes aportados por Marvel en contra de NCsoft fueron creados por usuarios y no por la editora ni la desarrolladora. En suma, el juez denegó más de la mitad de las demandas de Marvel, entre ellas las que acusaban a NCsoft y Cryptic Studios de haber infringido las marcas registradas de Marvel, y la de que sean responsables del hecho de que esto haya sido realizado por los usuarios del juego y que NCsoft no es un proveedor de servicios en línea.
La valoración de los acusados, a pesar de que aún quedan demandas pendientes contra ellos, es positiva y esperan que al final el caso se resuelva a su favor. Su esperanza es una resolución judicial de 1984 donde el tribunal concluyó que sólo "cuando un operador de un sistema informático conoce la presencia de material que infringe la ley en su sistema y no lo elimina, el operador del sistema contribuye en el delito."
Las demandas de Marvel contra NCsoft y Cryptic Studios y las de NCsoft y Cryptic Studios contra Marvel se ha retirado tras llegar a un acuerdo amistoso entre todas las partes implicadas. Cryptic no tendrá que modificar el sistema de creación de personajes de los dos juegos y todos han decidido que seguirán protegiendo los derechos sobre la propiedad intelectual de acuerdo a la legislación vigente.
Los detalles del acuerdo no se han revelado, pero los implicados admiten que el dinero no tenía nada que ver con el problema y que los grandes beneficiados del acuerdo serán los fanes.